# Криголам (гурт)
Криголам — український рок-гурт. Заснований 1983 року. Херсонська область. 17 андеграундних альбомів у стилях блюз-рок, хардрок, хеві-метал, фольк-рок, прогресив-рок. Останні — «Тріш-треш» (2013), «Шевченко-рокер» (2014) та «Ти не такий» (2016). В основі текстів — жива мова (Демченко Володимир, автор текстів, має 3 наукові монографії з цього питання)

## Історія
Криголам було створено 1983 року у с. Корсунка Херсонської області — спочатку як «Посторонним В», а з 1984 року — «Ледокол». Творча діяльність — переважно м. Нова Каховка. З 1989 року — у м. Херсоні як «Криголам». Творча діяльність — переважно м. Херсон. З 1990 року — виключно українською мовою. Автор музики й текстів — Володимир Демченко. Стилі — хардрок, ритм-енд-блюз, фольк-рок, хеві-метал з елементами прогресив-рок. Перший україномовний альбом «Круїз» записано 1986 року на побутових радянських магнітофонах. Відіслали його на конкурс фонограм до Санкт-Петербурга. Хоча на конкурсі гурт нічого не завоював (брали участь групи «Наутилус Помпилиус», «Аквариум», «Кино» й інші відомі рокери), преса написала про групу, як про єдину україномовну з 40 груп з України. Того ж року гурт виступив на першому фестивалі «Рок-н-Рол Таврійський»
Пізніше виступали на фестивалях «Червона рута» (1991, 1993, 1995), «Перлини сезону» (1994), «Таврійські ігри», «Крок у майбутнє», «Гоблін Шоу», «Тачанка» та ін.
Піснею "Blues 4 [Архівовано 13 червня 2021 у Wayback Machine.]" долучився до акції "Так працює пам'ять", присвяченої пам'яті Данила Дідіка і всім, хто віддав життя за незалежність України.

## Дискографія
- «Круїз» («Подорож до Аврори») — студійний запис у клубі с. Корсунка (1986)[1]
- «Пісні Великого Чорногуза» — студійний запис у клубі профтехосвіти, м. Херсон (1991)[2]
- «Пісні Чорної Лелеки» — лайвовий запис у клубі профтехосвіти, м. Херсон (1993)[3]
- «Дика качка» — лайвовий запис у клубі профтехосвіти, м. Херсон (1994 - 1995)[4]
- «До рукавички всіх запрошуємо» — лайвовий запис у клубі профтехосвіти, м. Херсон (1994 - 1995)[5]
- «Цибуля» — студійний акустичний запис на Авторадіо, м. Херсон (1994 - 1995)
- «Херсонський блюз» — студійний запис у Церкві Християн, м. Херсон (2002)[6]
- «Рік Козла» — концертний запис у залі училища культури (2003)[7]
- «Крокодил-Чемпіон» — студійний запис на студії «Он-лайн», м. Херсон (2006)[8]
- «Покусай задницю Королеви» — студійний запис на студії «Он-лайн», м. Херсон (2006)[9]
- «Козли і капуста» — лайвовий запис у залі клубу «Аміго» та на радіо «Софія», м. Херсон (2007)[10]
- «Gluckstrahl» — записані у лайв-режимі (2009)[11]
- «Kelebek» --- пісні східними мовами (2010)[12]
- «Ukranian Rock» — презентація альбому відбулась 13 січня у барі «БарБосс». (2012)[13]
- «Козаки в кізяки» --- фольк-рок з участю фольк-тріо (2012)[14]
- «ТРІШ-ТРЕШ» --- пророцтво подальших політичних подій (2013)[15]
- «Шевченко-рокер» --- на вірші Тараса (2014)[16]
- Кліп «А сатанина все гуляє» --- антисовітське кіно (2015)
- «Ти не такий» --- як і 30 років до того, записано удвох із барабанщиком (2016).
- «Вінтаж-епатаж» — у новому молодому складі (2020).

## Склад
- Марго Митницька — барабани
- Володимир Демченко — гітара, спів, автор пісень
- Андрій Муковня — бас-гітара
- Артем Демченко — фронтмен, спів

## Колишні учасники
- 1983 — 1989 р.р.
  - Сергій Москаленко — бас-гітара
  - Сергій Попельчук — барабани, директор гурту, оператор запису
  - Юрій Масюк — бас-гітара
  - Володимир Ядлось — гітара і спів
- 1990 — 1992 р.р.
  - Андрій Вітриченко — бас-гітара, оператор запису
  - Сергій Герасименко — гітара, спів, оранжування
  - Юрій Іванов — клавішні, спів
  - Ігор Маринко — барабани
- 1992 — 2006 р.р.
  - Віталій Ткаличенко — бас-гітара
  - Геннадій Бєлозубов — вокал
  - Олексій Вороненко — спів, флейта
  - Ігор Глущенко — барабани
  - Олександр Бруд — бас-гітара, оранжування
  - Олег Баранов — вокал, оранжування
  - Костянтин Голубов — вокал
  - Олексій Вундервальд — барабани
  - 2006 — 2016 р.р.
    - Андрій Муковня --- бас-гітара
    - Тімо Демченко --- вокал, бас-гітара
    - Дмитро Колесник — барабани
    - Марго Седенкова --- барабани
    - Антон Панасюк — барабани
    - Стас Кучів --- барабани
    - Кость Рейстровий --- вокал, бас-гітара